# Rettenbachferner
De Rettenbachferner (ook Rettenbachgletsjer) is een gletsjer in de Ötztaler Alpen in de Oostenrijkse deelstaat Tirol.

## Ligging
De Rettenbachferner ligt in de Weißkam, ingeklemd tussen de toppen van de Äußere Schwarze Schneid (3255 meter) en de Karleskogel (3106 meter). Het Rettenbachjoch scheidt de Rettenbachferner van de gletsjer Karlesferner, het Seiter Jöchl van de gletsjer Seiter Ferner. Andere nabijgelegen gletsjers zijn de Nordlicher en de Südlicher Pezner Ferner, de Pollesferner, de Tiefenbachferner en de Hangender Ferner. De gletsjer ontwatert via de Rettenbach, die bij Sölden uitmondt in de Ötztaler Ache.,

## Toerisme en sport
De Rettenbachferner werd in 1975 als skigebied ontsloten. De gletsjer is in de winter met kabelbanen bereikbaar. Over de Ötztaler Gletscherstraße is de Rettenbachferner vanuit Sölden over de weg bereikbaar. De gehele gletsjer tot een hoogte van 3250 meter is ingericht als skigebied. De uitlopers van de Rettenbachferner reiken tot een hoogte van ongeveer 2675 meter.
In het verleden is de gletsjer meerdere malen het toneel geweest van wedstrijden in het kader van de Wereldbeker Alpineskiën. Ook bij wielerrondes, waaronder de Ronde van Duitsland in 2005 en 2007 en Ronde van Zwitserland in 2015, 2016 en 2017 was de Rettenbachferner finishplaats met aankomst bergop.

## Ongelukken
Het skiën op de Rettenbachferner is niet zonder gevaar gebleken. Op 6 maart 1982 kwam er een persoon om door een lawine, bij een lawine op 7 oktober 1998 lieten opnieuw twee skiërs het leven. Op 5 september 2005 vond op de Rettenbachferner een ernstig kabelbaanongeluk plaats; doordat een overvliegende helikopter boven de gletsjer een groot betonblok verloor, kwamen negen mensen om het leven.